# Serie B 2018-2019 (pallacanestro maschile)
La Serie B 2018-2019, per ragioni di sponsorizzazioni Serie B Old Wild West 2018-2019, è la quinta stagione come terzo livello del Campionato italiano di pallacanestro, la sesta sotto la gestione della nuova LNP.

## Squadre

### Girone A
- Pall. Vigevano
- Sangiorgese Basket
- Olimpo Alba
- Robur Varese
- Omnia Pavia
- USE Empoli
- Fiorentina Basket
- Pall. Montecatini

- Oleggio Basket
- Fulgor Omegna
- Etrusca S. Miniato
- Rosmini Domodossola
- Virtus Siena
- Golfo Piombino
- Valsesia Basket
- Basket Cecina

### Girone B
- Pall. Bernareggio
- Tigers Cesena
- Pall. Crema
- JuVi Cremona
- Aurora Desio
- Raggisol. Faenza
- Basket Lecco
- Basket Lugo

- Urania Milano
- Nuova Pall. Olginate
- Pall. Orzinuovi
- Flying Ozzano
- Virtus Padova
- BMR Reggio Emilia
- Rucker SanVe
- Vicenza

### Girone C
- Lions Bisceglie
- Campli
- Planet Catanzaro
- Campetto Ancona
- Pall. Teate Chieti
- Virtus Civitanova
- Basket Corato
- Janus Fabriano

- Giulia Giulianova
- San Severo
- Nardò Basket
- Amatori Pescara
- Basket P.S.E.
- Pall. Senigallia
- Teramo 1960

### Girone D
- Pol. Battipagliese
- Pol. Costa d'Orlando
- Alfa Catania
- Juvecaserta
- Olimpia Matera
- Green B. Palermo
- Napoli Basket
- Palestrina

- LUISS Roma
- Stella Azzurra
- Virtus Pozzuoli
- Viola R. Calabria
- Virtus Salerno
- Tiber Roma
- Basket Scauri
- Virtus Valmontone

## Stagione Regolare

### Girone A

#### Classifica
Aggiornata al 9 maggio 2019.
|       |     | Classifica stagione regolare | PT | G  | V  | P  | PF   | PS   | Diff |
| ----- | --- | ---------------------------- | -- | -- | -- | -- | ---- | ---- | ---- |
| [ 2 ] | 1.  | Paffoni Omegna               | 46 | 30 | 23 | 7  | 2267 | 2017 | +250 |
|       | 2.  | Solbat Piombino              | 44 | 30 | 22 | 8  | 2197 | 2066 | +131 |
|       | 3.  | All Food Fiorentina          | 42 | 30 | 21 | 9  | 2384 | 2136 | +248 |
|       | 4.  | ELAchem Vigevano             | 40 | 30 | 20 | 10 | 2261 | 2140 | +121 |
|       | 5.  | CA-Blukart San Miniato       | 38 | 30 | 19 | 11 | 2293 | 2145 | +148 |
|       | 6.  | LTC Sangiorgiese             | 36 | 30 | 18 | 12 | 2268 | 2172 | +96  |
|       | 7.  | Witt-Acqua S.Bernardo Alba   | 36 | 30 | 18 | 12 | 2246 | 2173 | +73  |
|       | 8.  | Mamy.eu Oleggio              | 34 | 30 | 17 | 13 | 2152 | 2233 | -81  |
|       | 9.  | Computer Gross Empoli        | 32 | 30 | 16 | 14 | 2299 | 2186 | +113 |
|       | 10. | Winterass Pavia              | 28 | 30 | 14 | 16 | 2210 | 2185 | 25   |
|       | 11. | Coelsanus Varese             | 28 | 30 | 14 | 16 | 2143 | 2208 | -65  |
|       | 12. | Montecatiniterme Basketball  | 24 | 30 | 12 | 18 | 2140 | 2259 | -119 |
|       | 13. | Gessi Valsesia               | 22 | 30 | 11 | 19 | 2094 | 2147 | -53  |
|       | 14. | PARADù Cecina                | 18 | 30 | 9  | 21 | 2172 | 2258 | -86  |
|       | 15. | La Sovrana Siena             | 8  | 30 | 4  | 26 | 1950 | 2414 | -464 |
|       | 16. | Vinavil-Cipir Domodossola    | 4  | 30 | 2  | 28 | 2108 | 2445 | -337 |

Legenda:

      Qualificate ai Play Off
      Ammesse ai Play Out
      Retrocesse in Serie C regionale

### Girone B

#### Classifica
|  |     | Classifica stagione regolare  | PT | G  | V  | P  | PF   | PS   | Diff |
|  | --- | ----------------------------- | -- | -- | -- | -- | ---- | ---- | ---- |
|  | 1.  | Agribertocchi Orzinuovi       | 42 | 30 | 21 | 9  | 2244 | 1996 | +248 |
|  | 2.  | Super Flavor Milano           | 40 | 30 | 20 | 10 | 2377 | 2056 | +321 |
|  | 3.  | Amadori Tigers Cesena         | 40 | 30 | 20 | 10 | 2189 | 2085 | +104 |
|  | 4.  | Rekico Faenza                 | 40 | 30 | 20 | 10 | 2234 | 2097 | +137 |
|  | 5.  | Antenore Energia Padova       | 38 | 30 | 19 | 11 | 2281 | 2145 | +136 |
|  | 6.  | Juvi Cremona Basket           | 36 | 30 | 18 | 12 | 2174 | 2087 | +87  |
|  | 7.  | Tramarossa Vicenza            | 32 | 30 | 16 | 14 | 2279 | 2258 | +21  |
|  | 8.  | Rucker Sanve San Vendemiano   | 32 | 30 | 16 | 14 | 2316 | 2249 | +67  |
|  | 9.  | Lissone Interni Bernareggio   | 30 | 30 | 15 | 15 | 2224 | 2201 | +23  |
|  | 10. | Gordon Nuova Pall. Olginate   | 28 | 30 | 14 | 16 | 2084 | 2151 | -67  |
|  | 11. | Sinermatic Ozzano             | 28 | 30 | 14 | 16 | 2312 | 2405 | -93  |
|  | 12. | Gimar Basket Lecco            | 28 | 30 | 14 | 16 | 2144 | 2129 | +15  |
|  | 13. | Bmr Basket 2000 Reggio Emilia | 24 | 30 | 12 | 18 | 2077 | 2177 | -100 |
|  | 14. | Pallacanestro Crema           | 18 | 30 | 9  | 21 | 2168 | 2356 | -188 |
|  | 15. | Orva Lugo                     | 14 | 30 | 7  | 23 | 2261 | 2683 | -422 |
|  | 16. | Rimadesio Desio               | 10 | 30 | 5  | 25 | 2050 | 2339 | -289 |

Legenda:

      Qualificate ai Play Off
      Ammesse ai Play Out
      Retrocesse in Serie C regionale

### Girone C

#### Classifica
|  |     | Classifica stagione regolare  | PT | G  | V  | P  | PF   | PS   | Diff |
|  | --- | ----------------------------- | -- | -- | -- | -- | ---- | ---- | ---- |
|  | 1.  | Allianz Pazienza San Severo   | 54 | 28 | 27 | 1  | 2267 | 1829 | +438 |
|  | 2.  | Europa Ovini Chieti           | 42 | 28 | 21 | 7  | 2146 | 1937 | +209 |
|  | 3.  | Ristopro Fabriano             | 38 | 28 | 19 | 9  | 1958 | 1866 | +92  |
|  | 4.  | Unibasket Amatori Pescara     | 38 | 28 | 19 | 9  | 2203 | 1980 | +223 |
|  | 5.  | Di Pinto Panifici Bisceglie   | 36 | 28 | 18 | 10 | 2221 | 2086 | +135 |
|  | 6.  | Goldengas Senigallia          | 32 | 28 | 16 | 12 | 2160 | 2072 | +88  |
|  | 7.  | Adriatica Industriale Corato  | 30 | 28 | 15 | 13 | 2132 | 2122 | +10  |
|  | 8.  | Frata Nardò                   | 30 | 28 | 15 | 13 | 2236 | 2119 | +117 |
|  | 9.  | Rossella Civitanova Marche    | 26 | 28 | 13 | 15 | 2044 | 2040 | +4   |
|  | 10. | Giulianova Basket 85          | 26 | 28 | 13 | 15 | 1964 | 1961 | +3   |
|  | 11. | Luciana Mosconi Ancona        | 24 | 28 | 12 | 16 | 2176 | 2171 | +5   |
|  | 12. | Adriatica Press Teramo        | 20 | 28 | 10 | 18 | 1949 | 2083 | -134 |
|  | 13. | Malloni Bk Porto Sant'Elpidio | 16 | 28 | 8  | 20 | 1847 | 2059 | -212 |
|  | 14. | Mastria Vending Catanzaro     | 6  | 28 | 3  | 25 | 1778 | 2218 | -440 |
|  | 15. | Globo Campli                  | -2 | 28 | 1  | 27 | 1838 | 2376 | -583 |

Legenda:

      Qualificate ai Play Off
      Ammesse ai Play Out
      Retrocesse in Serie C regionale

### Girone D

#### Classifica
|  |     | Classifica stagione regolare | PT | G  | V  | P  | PF   | PS   | Diff  |
|  | --- | ---------------------------- | -- | -- | -- | -- | ---- | ---- | ----- |
|  | 1.  | Decò Caserta                 | 54 | 30 | 27 | 3  | 2486 | 2076 | +410  |
|  | 2.  | Citysightseeing Palestrina   | 50 | 30 | 25 | 5  | 2511 | 2137 | +374  |
|  | 3.  | Virtus Arechi Salerno        | 48 | 30 | 24 | 6  | 2590 | 2202 | +388  |
|  | 4.  | Olimpia Matera               | 42 | 30 | 21 | 9  | 2343 | 2160 | +183  |
|  | 5.  | Viola Reggio Calabria        | 39 | 30 | 21 | 9  | 2305 | 2061 | +244  |
|  | 6.  | Ge.Vi. Napoli Basket         | 36 | 30 | 18 | 12 | 2242 | 2187 | +55   |
|  | 7.  | Luiss Roma                   | 34 | 30 | 17 | 13 | 2400 | 2296 | +104  |
|  | 8.  | In Più Broker Roma           | 32 | 30 | 16 | 14 | 2257 | 2124 | +133  |
|  | 9.  | IUL Basket Roma              | 26 | 30 | 13 | 17 | 2292 | 2300 | -8    |
|  | 10. | Basket Scauri                | 26 | 30 | 13 | 17 | 2291 | 2315 | -24   |
|  | 11. | Irritec Capo D'Orlando       | 24 | 30 | 12 | 18 | 2369 | 2369 | 0     |
|  | 12. | Special Days Valmontone      | 20 | 30 | 10 | 20 | 2288 | 2383 | -95   |
|  | 13. | Green Basket Palermo         | 18 | 30 | 9  | 21 | 2258 | 2386 | -128  |
|  | 14. | Bava Pozzuoli                | 14 | 30 | 7  | 23 | 2023 | 2298 | -275  |
|  | 15. | Alfa Basket Catania          | 14 | 30 | 7  | 23 | 2337 | 2506 | -169  |
|  | 16. | Treofan Battipaglia          | 0  | 30 | 0  | 30 | 1764 | 2956 | -1192 |

Legenda:

      Qualificate ai Play Off
      Ammesse ai Play Out
      Retrocesse in Serie C regionale

## Play-off
- Quarti di finale al meglio delle tre gare: si qualifica la squadra che vince due incontri. L'ordine delle partite è: gara-1 ed eventuale gara-3 in casa della meglio classificata; gara-2 in casa della peggior classificata.
- Semifinali e finali al meglio delle cinque gare: si qualifica la squadra che vince tre incontri. L'ordine delle partite è: gara-1, gara-2 ed eventuale gara-5 in casa della meglio classificata; gara-3 ed eventuale gara-4 in casa della peggior classificata.
- La squadra che vince i play-off di ciascun girone viene ammessa alla Final Four nel giugno 2018. Le vincenti delle semifinali e la vincente dello spareggio finale saranno promosse in Serie A2.

### Play Off 1
|  | Quarti di finale | Quarti di finale   | Quarti di finale    |               |                     | Semifinali    | Semifinali | Semifinali |  |  | Finale | Finale        | Finale |
|  |                  |                    |                     |               |                     |               |            |            |  |  |        |               |        |
|  | 1A               | Fulgor Omegna      | 2                   |               |                     |               |            |            |  |  |        |               |        |
|  | 8B               | Rucker SanVe       | 0                   |               |                     |               |            |            |  |  |        |               |        |
|  | 8B               | Rucker SanVe       | 0                   |               | 1A                  | Fulgor Omegna | 3          |            |  |  |        |               |        |
|  |                  |                    |                     |               | 1A                  | Fulgor Omegna | 3          |            |  |  |        |               |        |
|  |                  | 4B                 | Raggisolaris Faenza | 0             |                     |               |            |            |  |  |        |               |        |
|  | 4B               | 4B                 | Raggisolaris Faenza | 0             | Raggisolaris Faenza | 2             |            |            |  |  |        |               |        |
|  | 4B               |                    |                     |               | Raggisolaris Faenza | 2             |            |            |  |  |        |               |        |
|  | 5A               | Etrusca S. Miniato | 1                   |               |                     |               |            |            |  |  |        |               |        |
|  |                  |                    |                     |               |                     |               |            |            |  |  | 1A     | Fulgor Omegna | 2      |
|  |                  |                    | 2B                  | Urania Milano | 3                   |               |            |            |  |  |        |               |        |
|  | 2B               | Urania Milano      | 2                   |               |                     |               |            |            |  |  |        |               |        |
|  | 7A               | Olimpo Alba        | 0                   |               |                     |               |            |            |  |  |        |               |        |
|  | 7A               | Olimpo Alba        | 0                   |               | 2B                  | Urania Milano | 3          |            |  |  |        |               |        |
|  |                  |                    |                     |               | 2B                  | Urania Milano | 3          |            |  |  |        |               |        |
|  |                  | 3A                 | Fiorentina Basket   | 0             |                     |               |            |            |  |  |        |               |        |
|  | 3A               | 3A                 | Fiorentina Basket   | 0             | Fiorentina Basket   | 2             |            |            |  |  |        |               |        |
|  | 3A               |                    |                     |               | Fiorentina Basket   | 2             |            |            |  |  |        |               |        |
|  | 6B               | JuVi Cremona       | 1                   |               |                     |               |            |            |  |  |        |               |        |

### Play Off 2
|  | Quarti di finale | Quarti di finale   | Quarti di finale |               |                | Semifinali      | Semifinali | Semifinali |  |  | Finale | Finale          | Finale |
|  |                  |                    |                  |               |                |                 |            |            |  |  |        |                 |        |
|  | 1B               | Pall. Orzinuovi    | 2                |               |                |                 |            |            |  |  |        |                 |        |
|  | 8A               | Oleggio Basket     | 0                |               |                |                 |            |            |  |  |        |                 |        |
|  | 8A               | Oleggio Basket     | 0                |               | 1B             | Pall. Orzinuovi | 3          |            |  |  |        |                 |        |
|  |                  |                    |                  |               | 1B             | Pall. Orzinuovi | 3          |            |  |  |        |                 |        |
|  |                  | 4A                 | Pall. Vigevano   | 0             |                |                 |            |            |  |  |        |                 |        |
|  | 4A               | 4A                 | Pall. Vigevano   | 0             | Pall. Vigevano | 2               |            |            |  |  |        |                 |        |
|  | 4A               |                    |                  |               | Pall. Vigevano | 2               |            |            |  |  |        |                 |        |
|  | 5B               | Virtus Padova      | 1                |               |                |                 |            |            |  |  |        |                 |        |
|  |                  |                    |                  |               |                |                 |            |            |  |  | 1B     | Pall. Orzinuovi | 3      |
|  |                  |                    | 3B               | Tigers Cesena | 2              |                 |            |            |  |  |        |                 |        |
|  | 2A               | Golfo Piombino     | 2                |               |                |                 |            |            |  |  |        |                 |        |
|  | 7B               | Vicenza            | 1                |               |                |                 |            |            |  |  |        |                 |        |
|  | 7B               | Vicenza            | 1                |               | 2A             | Golfo Piombino  | 0          |            |  |  |        |                 |        |
|  |                  |                    |                  |               | 2A             | Golfo Piombino  | 0          |            |  |  |        |                 |        |
|  |                  | 3B                 | Tigers Cesena    | 3             |                |                 |            |            |  |  |        |                 |        |
|  | 3B               | 3B                 | Tigers Cesena    | 3             | Tigers Cesena  | 2               |            |            |  |  |        |                 |        |
|  | 3B               |                    |                  |               | Tigers Cesena  | 2               |            |            |  |  |        |                 |        |
|  | 6A               | Sangiorgese Basket | 1                |               |                |                 |            |            |  |  |        |                 |        |

### Play Off 3
|  | Quarti di finale | Quarti di finale | Quarti di finale |            |                | Semifinali | Semifinali | Semifinali |  |  | Finale | Finale     | Finale |
|  |                  |                  |                  |            |                |            |            |            |  |  |        |            |        |
|  | 1C               | San Severo       | 2                |            |                |            |            |            |  |  |        |            |        |
|  | 8D               | Stella Azzurra   | 0                |            |                |            |            |            |  |  |        |            |        |
|  | 8D               | Stella Azzurra   | 0                |            | 1C             | San Severo | 3          |            |  |  |        |            |        |
|  |                  |                  |                  |            | 1C             | San Severo | 3          |            |  |  |        |            |        |
|  |                  | 4D               | Olimpia Matera   | 0          |                |            |            |            |  |  |        |            |        |
|  | 4D               | 4D               | Olimpia Matera   | 0          | Olimpia Matera | 2          |            |            |  |  |        |            |        |
|  | 4D               |                  |                  |            | Olimpia Matera | 2          |            |            |  |  |        |            |        |
|  | 5C               | Lions Bisceglie  | 1                |            |                |            |            |            |  |  |        |            |        |
|  |                  |                  |                  |            |                |            |            |            |  |  | 1C     | San Severo | 3      |
|  |                  |                  | 2D               | Palestrina | 2              |            |            |            |  |  |        |            |        |
|  | 2D               | Palestrina       | 2                |            |                |            |            |            |  |  |        |            |        |
|  | 7C               | Basket Corato    | 0                |            |                |            |            |            |  |  |        |            |        |
|  | 7C               | Basket Corato    | 0                |            | 2D             | Palestrina | 3          |            |  |  |        |            |        |
|  |                  |                  |                  |            | 2D             | Palestrina | 3          |            |  |  |        |            |        |
|  |                  | 6D               | Napoli Basket    | 2          |                |            |            |            |  |  |        |            |        |
|  | 3C               | 6D               | Napoli Basket    | 2          | Janus Fabriano | 0          |            |            |  |  |        |            |        |
|  | 3C               |                  |                  |            | Janus Fabriano | 0          |            |            |  |  |        |            |        |
|  | 6D               | Napoli Basket    | 2                |            |                |            |            |            |  |  |        |            |        |

### Play Off 4
|  | Quarti di finale | Quarti di finale   | Quarti di finale |                |                 | Semifinali         | Semifinali | Semifinali |  |  | Finale | Finale          | Finale |
|  |                  |                    |                  |                |                 |                    |            |            |  |  |        |                 |        |
|  | 1D               | Juvecaserta        | 1                |                |                 |                    |            |            |  |  |        |                 |        |
|  | 8C               | Nardò Basket       | 2                |                |                 |                    |            |            |  |  |        |                 |        |
|  | 8C               | Nardò Basket       | 2                |                | 8C              | Nardò Basket       | 0          |            |  |  |        |                 |        |
|  |                  |                    |                  |                | 8C              | Nardò Basket       | 0          |            |  |  |        |                 |        |
|  |                  | 4C                 | Amatori Pescara  | 3              |                 |                    |            |            |  |  |        |                 |        |
|  | 4C               | 4C                 | Amatori Pescara  | 3              | Amatori Pescara | 2                  |            |            |  |  |        |                 |        |
|  | 4C               |                    |                  |                | Amatori Pescara | 2                  |            |            |  |  |        |                 |        |
|  | 5D               | Viola R. Calabria  | 0                |                |                 |                    |            |            |  |  |        |                 |        |
|  |                  |                    |                  |                |                 |                    |            |            |  |  | 4C     | Amatori Pescara | 3      |
|  |                  |                    | 3D               | Virtus Salerno | 1               |                    |            |            |  |  |        |                 |        |
|  | 2C               | Pall. Teate Chieti | 2                |                |                 |                    |            |            |  |  |        |                 |        |
|  | 7D               | LUISS Roma         | 0                |                |                 |                    |            |            |  |  |        |                 |        |
|  | 7D               | LUISS Roma         | 0                |                | 2C              | Pall. Teate Chieti | 1          |            |  |  |        |                 |        |
|  |                  |                    |                  |                | 2C              | Pall. Teate Chieti | 1          |            |  |  |        |                 |        |
|  |                  | 3D                 | Virtus Salerno   | 3              |                 |                    |            |            |  |  |        |                 |        |
|  | 3D               | 3D                 | Virtus Salerno   | 3              | Virtus Salerno  | 2                  |            |            |  |  |        |                 |        |
|  | 3D               |                    |                  |                | Virtus Salerno  | 2                  |            |            |  |  |        |                 |        |
|  | 6C               | Pall. Senigallia   | 0                |                |                 |                    |            |            |  |  |        |                 |        |

### Final Four
Le Final Four si son svolte in due giorni, il 15 e il 16 giugno 2019 al PalaTerme di Montecatini Terme. Hanno assegnato tre promozioni: due tramite due finali e la terza con uno spareggio promozione tra le due perdenti.

### Finali
| Squadra 1       | Risultato | Squadra 2       |
| --------------- | --------- | --------------- |
| Urania Milano   | 79-74     | Amatori Pescara |
| Pall. Orzinuovi | 75-60     | San Severo      |

#### Spareggio promozione
| Squadra 1       | Risultato | Squadra 2  |
| --------------- | --------- | ---------- |
| Amatori Pescara | 77-71     | San Severo |

## Play-out
Le squadre classificate dal 12º al 15º posto di ciascun girone accederanno ai play out che si disputano al meglio delle cinque gare, con il seguente calendario: gara 1 e 2, ed eventuale gara 5 si disputano in casa della squadra che ha ottenuto la migliore classifica al termine della stagione regolare. Le perdenti retrocedeono in Serie B.  Le squadre vincenti del primo turno di playout, con la peggior classifica in stagione regolare all’interno di ogni girone, disputano un concentramento nazionale a quattro, in campo neutro, per stabilire un’ulteriore retrocessione.
Il concentramento vede sfidarsi nella prima giornata le vincenti del primo turno playout con la peggior classifica per i gironi A e B, e nel secondo incontro, per i gironi C e D. Le perdenti di queste prime sfide si affronteranno nella seconda giornata; la perdente di quest’ultimo incontro retrocede in Serie C.

### Girone A
| Squadra 1        | Totale | Squadra 2     | Gara 1 | Gara 2 | Gara 3 | Gara 4 | Gara 5 |
| ---------------- | ------ | ------------- | ------ | ------ | ------ | ------ | ------ |
| Valsesia Basket  | 3 - 1  | Basket Cecina | 80-78  | 82-76  | 63-71  | 73-67  | -      |
| S.C. Montecatini | 3 - 0  | Virtus Siena  | 76-65  | 65-49  | 87-78  | -      | -      |

### Girone B
| Squadra 1         | Totale | Squadra 2   | Gara 1 | Gara 2 | Gara 3 | Gara 4 | Gara 5 |
| ----------------- | ------ | ----------- | ------ | ------ | ------ | ------ | ------ |
| BMR Reggio Emilia | 1 - 3  | Pall. Crema | 84-72  | 77-84  | 61-78  | 64-94  | -      |
| Basket Lecco      | 3 - 0  | Basket Lugo | 87-55  | 86-67  | 78-60  | -      | -      |

### Girone C
| Squadra 1     | Totale | Squadra 2        | Gara 1 | Gara 2 | Gara 3 |
| ------------- | ------ | ---------------- | ------ | ------ | ------ |
| Basket P.S.E. | 3 - 0  | Planet Catanzaro | 85-60  | 77-56  | 71-54  |
| Teramo 1960   | 3 - 0  | Campli           | 70-68  | 67-51  | 76-58  |

### Girone D
| Squadra 1         | Totale | Squadra 2       | Gara 1 | Gara 2 | Gara 3 |
| ----------------- | ------ | --------------- | ------ | ------ | ------ |
| Virtus Valmontone | 3 - 0  | Alfa Catania    | 76-72  | 89-67  | 75-74  |
| Green B. Palermo  | 0 - 3  | Virtus Pozzuoli | 69-77  | 79-88  | 69-74  |

### Secondo turno
Si gioca sabato 18 e domenica 19 maggio 2019 al Palasport “Ponte Grande” di Ferentino (FR): 
Le perdenti delle prime sfide si affronteranno nella seconda giornata e la perdente retrocede in Serie C.
|  | Semifinali | Semifinali      | Semifinali |                 |    | Finale          | Finale | Finale |  |
|  |            |                 |            |                 |    |                 |        |        |  |
|  | A          | Valsesia Basket | 45         |                 |    |                 |        |        |  |
|  | A          | Valsesia Basket | 45         |                 |    |                 |        |        |  |
|  | B          | Pall. Crema     | 67         |                 |    |                 |        |        |  |
|  | B          | Pall. Crema     | 67         |                 | A  | Valsesia Basket | 92     |        |  |
|  |            |                 |            |                 | A  | Valsesia Basket | 92     |        |  |
|  |            |                 | D          | Virtus Pozzuoli | 70 |                 |        |        |  |
|  | C          | Basket P.S.E.   | D          | Virtus Pozzuoli | 70 | 74              |        |        |  |
|  | C          | Basket P.S.E.   |            |                 |    |                 |        |        |  |
|  | D          | Virtus Pozzuoli | 62         |                 |    |                 |        |        |  |

## Verdetti
- Promosse in Serie A2: Urania Milano, Pallacanestro Orzinuovi.
- Retrocesse in Serie C regionale:  Rosmini Domodossola, Virtus Siena, Basket Lugo, BMR Reggio Emilia, Aurora Desio, Planet Catanzaro, Campli Basket 1957, Pol. Alfa Catania, Pol. Battipagliese.
- Vincitrice Coppa Italia Serie B: Fulgor Omegna
- Ripescate in Serie A2: Cestistica San Severo, Napoli Basket e Juvecaserta Basket.
- Ripescate in Serie B: Robur et Fides Varese, Nuova Pallacanestro Olginate, Basket Cecina a fine stagione dopo la cessione del titolo sportivo da parte della Fiorentina Basket.
- Non ammesse alla stagione successiva: Amatori Pescara, Fiorentina Basket e Viola Reggio Calabria